# Lista över fornlämningar i Norrköpings kommun (Tåby)
Lista över fornlämningar i Norrköpings kommun (Tåby) är en förteckning av ett urval av de fornlämningar som finns i Tåby i Norrköpings kommun.
| Namn                                | Lämningstyp                      | Tillkomsttid | Historisk indelning | Plats | Läge                 | ID-nr          | Bild                                 |
| ----------------------------------- | -------------------------------- | ------------ | ------------------- | ----- | -------------------- | -------------- | ------------------------------------ |
| Tåby 1:1                            | Stensättning                     |              | Tåby, Östergötland  |       | 58.516226, 16.344194 | 10051400010001 | Ladda upp en bild av detta fornminne |
| Tåby 1:2                            | Stensättning                     |              | Tåby, Östergötland  |       | 58.516038, 16.344184 | 10051400010002 | Ladda upp en bild av detta fornminne |
| Tåby 1:3                            | Grav markerad av sten/block      |              | Tåby, Östergötland  |       | 58.516054, 16.343735 | 10051400010003 | Ladda upp en bild av detta fornminne |
| Tåby 1:4                            | Grav markerad av sten/block      |              | Tåby, Östergötland  |       | 58.516039, 16.344565 | 10051400010004 | Ladda upp en bild av detta fornminne |
| Tåby 1:5                            | Grav markerad av sten/block      |              | Tåby, Östergötland  |       | 58.516109, 16.344662 | 10051400010005 | Ladda upp en bild av detta fornminne |
| Tåby 2:1                            | Grav- och boplatsområde          |              | Tåby, Östergötland  |       | 58.517006, 16.347532 | 10051400020001 | Ladda upp en bild av detta fornminne |
| Tåby 4:1                            | Gravfält                         |              | Tåby, Östergötland  |       | 58.517438, 16.352705 | 10051400040001 | Ladda upp en bild av detta fornminne |
| Tåby 6:1                            | Husgrund, förhistorisk/medeltida |              | Tåby, Östergötland  |       | 58.521359, 16.344500 | 10051400060001 | Ladda upp en bild av detta fornminne |
| Tåby 8:2                            | Hällristning                     |              | Tåby, Östergötland  |       | 58.514432, 16.346030 | 10051400080002 | Ladda upp en bild av detta fornminne |
| Tåby 8:3                            | Hällristning                     |              | Tåby, Östergötland  |       | 58.514415, 16.346486 | 10051400080003 | Ladda upp en bild av detta fornminne |
| 1) Ljungens backe (Tåby 10:1)       | Hög                              |              | Tåby, Östergötland  |       | 58.515075, 16.345130 | 10051400100001 | Ladda upp en bild av detta fornminne |
| 1) Ljungens backe (Tåby 10:2)       | Stensättning                     |              | Tåby, Östergötland  |       | 58.515286, 16.345408 | 10051400100002 | Ladda upp en bild av detta fornminne |
| Tåby 11:1                           | Runristning                      |              | Tåby, Östergötland  |       | 58.522070, 16.352809 | 10051400110001 | Ladda upp en bild av detta fornminne |
| Tåby 11:2                           | Runristning                      |              | Tåby, Östergötland  |       | 58.522128, 16.352732 | 10051400110002 | Ladda upp en bild av detta fornminne |
| Tåby 12:1                           | Stensättning                     |              | Tåby, Östergötland  |       | 58.522717, 16.353758 | 10051400120001 | Ladda upp en bild av detta fornminne |
| Tåby 12:2                           | Stensättning                     |              | Tåby, Östergötland  |       | 58.522776, 16.354453 | 10051400120002 | Ladda upp en bild av detta fornminne |
| Tåby 13:1                           | Gravfält                         |              | Tåby, Östergötland  |       | 58.522378, 16.354264 | 10051400130001 | Ladda upp en bild av detta fornminne |
| Tåby 14:1                           | Stensättning                     |              | Tåby, Östergötland  |       | 58.522510, 16.355847 | 10051400140001 | Ladda upp en bild av detta fornminne |
| Tåby 15:1                           | Stensättning                     |              | Tåby, Östergötland  |       | 58.520601, 16.365834 | 10051400150001 | Ladda upp en bild av detta fornminne |
| Tåby 15:2                           | Stensättning                     |              | Tåby, Östergötland  |       | 58.520402, 16.365840 | 10051400150002 | Ladda upp en bild av detta fornminne |
| Tåby 16:1                           | Stensättning                     |              | Tåby, Östergötland  |       | 58.524783, 16.375179 | 10051400160001 | Ladda upp en bild av detta fornminne |
| Tåby 16:2                           | Stensättning                     |              | Tåby, Östergötland  |       | 58.524990, 16.375198 | 10051400160002 | Ladda upp en bild av detta fornminne |
| Tåby 18:1                           | Stensättning                     |              | Tåby, Östergötland  |       | 58.511295, 16.336628 | 10051400180001 | Ladda upp en bild av detta fornminne |
| Tåby 19:1                           | Stensättning                     |              | Tåby, Östergötland  |       | 58.509035, 16.355316 | 10051400190001 | Ladda upp en bild av detta fornminne |
| Tåby 19:2                           | Stensättning                     |              | Tåby, Östergötland  |       | 58.508972, 16.354920 | 10051400190002 | Ladda upp en bild av detta fornminne |
| Tåby 19:3                           | Stensättning                     |              | Tåby, Östergötland  |       | 58.508849, 16.354849 | 10051400190003 | Ladda upp en bild av detta fornminne |
| Tåby 19:4                           | Stensättning                     |              | Tåby, Östergötland  |       | 58.508776, 16.354992 | 10051400190004 | Ladda upp en bild av detta fornminne |
| Tåby 20:1                           | Gravfält                         |              | Tåby, Östergötland  |       | 58.509407, 16.359252 | 10051400200001 | Ladda upp en bild av detta fornminne |
| Tåby 22:1                           | Stensättning                     |              | Tåby, Östergötland  |       | 58.508698, 16.345696 | 10051400220001 | Ladda upp en bild av detta fornminne |
| Tåby 23:1                           | Röse                             |              | Tåby, Östergötland  |       | 58.507664, 16.356126 | 10051400230001 | Ladda upp en bild av detta fornminne |
| Tåby 23:2                           | Stensättning                     |              | Tåby, Östergötland  |       | 58.507560, 16.356419 | 10051400230002 | Ladda upp en bild av detta fornminne |
| Tåby 24:1                           | Gravfält                         |              | Tåby, Östergötland  |       | 58.506917, 16.357770 | 10051400240001 | Ladda upp en bild av detta fornminne |
| Tåby 28:1                           | Hög                              |              | Tåby, Östergötland  |       | 58.526721, 16.386470 | 10051400280001 | Ladda upp en bild av detta fornminne |
| Tåby 28:2                           | Hög                              |              | Tåby, Östergötland  |       | 58.526540, 16.386466 | 10051400280002 | Ladda upp en bild av detta fornminne |
| Tåby 28:3                           | Stensättning                     |              | Tåby, Östergötland  |       | 58.526343, 16.386376 | 10051400280003 | Ladda upp en bild av detta fornminne |
| Tåby 29:1                           | Gravfält                         |              | Tåby, Östergötland  |       | 58.525180, 16.389590 | 10051400290001 | Ladda upp en bild av detta fornminne |
| Tåby 31:1                           | Gravfält                         |              | Tåby, Östergötland  |       | 58.527868, 16.395985 | 10051400310001 | Ladda upp en bild av detta fornminne |
| Tåby 32:1                           | Hög                              |              | Tåby, Östergötland  |       | 58.539883, 16.400717 | 10051400320001 | Ladda upp en bild av detta fornminne |
| Tåby 33:1                           | Stensättning                     |              | Tåby, Östergötland  |       | 58.539212, 16.401994 | 10051400330001 | Ladda upp en bild av detta fornminne |
| Tåby 33:2                           | Stensättning                     |              | Tåby, Östergötland  |       | 58.539329, 16.401904 | 10051400330002 | Ladda upp en bild av detta fornminne |
| Tåby 33:3                           | Stensättning                     |              | Tåby, Östergötland  |       | 58.539095, 16.402023 | 10051400330003 | Ladda upp en bild av detta fornminne |
| Tåby 34:1                           | Stensättning                     |              | Tåby, Östergötland  |       | 58.536017, 16.404309 | 10051400340001 | Ladda upp en bild av detta fornminne |
| Tåby 35:1                           | Gravfält                         |              | Tåby, Östergötland  |       | 58.536405, 16.403223 | 10051400350001 | Ladda upp en bild av detta fornminne |
| Tåby 36:1                           | Stensättning                     |              | Tåby, Östergötland  |       | 58.539008, 16.388200 | 10051400360001 | Ladda upp en bild av detta fornminne |
| Tåby 37:1                           | Gravfält                         |              | Tåby, Östergötland  |       | 58.537821, 16.387366 | 10051400370001 | Ladda upp en bild av detta fornminne |
| Tåby 39:1                           | Stensättning                     |              | Tåby, Östergötland  |       | 58.514523, 16.370500 | 10051400390001 | Ladda upp en bild av detta fornminne |
| Tåby 39:2                           | Stensättning                     |              | Tåby, Östergötland  |       | 58.514522, 16.370692 | 10051400390002 | Ladda upp en bild av detta fornminne |
| Tåby 39:3                           | Stensättning                     |              | Tåby, Östergötland  |       | 58.514646, 16.370608 | 10051400390003 | Ladda upp en bild av detta fornminne |
| Tåby 40:1                           | Stensättning                     |              | Tåby, Östergötland  |       | 58.511588, 16.371965 | 10051400400001 | Ladda upp en bild av detta fornminne |
| Tåby 40:2                           | Stensättning                     |              | Tåby, Östergötland  |       | 58.511535, 16.372174 | 10051400400002 | Ladda upp en bild av detta fornminne |
| Tåby 41:1                           | Stensättning                     |              | Tåby, Östergötland  |       | 58.510715, 16.375447 | 10051400410001 | Ladda upp en bild av detta fornminne |
| Tåby 43:1                           | Gravfält                         |              | Tåby, Östergötland  |       | 58.509718, 16.390196 | 10051400430001 | Ladda upp en bild av detta fornminne |
| Tåby 45:1                           | Gravfält                         |              | Tåby, Östergötland  |       | 58.507927, 16.389248 | 10051400450001 | Ladda upp en bild av detta fornminne |
| Tåby 46:1                           | Gravfält                         |              | Tåby, Östergötland  |       | 58.510006, 16.399395 | 10051400460001 | Ladda upp en bild av detta fornminne |
| Tåby 48:1                           | Gravfält                         |              | Tåby, Östergötland  |       | 58.508084, 16.397895 | 10051400480001 | Ladda upp en bild av detta fornminne |
| Tåby 50:1                           | Gravfält                         |              | Tåby, Östergötland  |       | 58.503658, 16.400402 | 10051400500001 | Ladda upp en bild av detta fornminne |
| Tåby 51:1                           | Gravfält                         |              | Tåby, Östergötland  |       | 58.499651, 16.413200 | 10051400510001 | Ladda upp en bild av detta fornminne |
| Tåby 52:1                           | Stensättning                     |              | Tåby, Östergötland  |       | 58.491126, 16.408379 | 10051400520001 | Ladda upp en bild av detta fornminne |
| Tåby 52:2                           | Stensättning                     |              | Tåby, Östergötland  |       | 58.491174, 16.407927 | 10051400520002 | Ladda upp en bild av detta fornminne |
| Tåby 53:1                           | Stensättning                     |              | Tåby, Östergötland  |       | 58.495340, 16.399749 | 10051400530001 | Ladda upp en bild av detta fornminne |
| Tåby 53:2                           | Stensättning                     |              | Tåby, Östergötland  |       | 58.495008, 16.399848 | 10051400530002 | Ladda upp en bild av detta fornminne |
| Röstenshagen (Tåby 54:1)            | Fornborg                         |              | Tåby, Östergötland  |       | 58.517591, 16.380278 | 10051400540001 | Ladda upp en bild av detta fornminne |
| (Sätraborgen) (Tåby 55:1)           | Fornborg                         |              | Tåby, Östergötland  |       | 58.485848, 16.374277 | 10051400550001 | Ladda upp en bild av detta fornminne |
| Ramundersborg el Borgen (Tåby 56:1) | Fornborg                         |              | Tåby, Östergötland  |       | 58.491421, 16.352589 | 10051400560001 | Ladda upp en bild av detta fornminne |
| Tåby 57:1                           | Gravfält                         |              | Tåby, Östergötland  |       | 58.502633, 16.362699 | 10051400570001 | Ladda upp en bild av detta fornminne |
| Tåby 58:1                           | Gravfält                         |              | Tåby, Östergötland  |       | 58.477513, 16.411212 | 10051400580001 | Ladda upp en bild av detta fornminne |
| Tåby 61:1                           | Stensättning                     |              | Tåby, Östergötland  |       | 58.481091, 16.414447 | 10051400610001 | Ladda upp en bild av detta fornminne |
| Tåby 62:1                           | Gravfält                         |              | Tåby, Östergötland  |       | 58.486688, 16.414570 | 10051400620001 | Ladda upp en bild av detta fornminne |
| Tåby 63:1                           | Grav- och boplatsområde          |              | Tåby, Östergötland  |       | 58.520236, 16.350221 | 10051400630001 | Ladda upp en bild av detta fornminne |
| Tåby 65:1                           | Stensättning                     |              | Tåby, Östergötland  |       | 58.521692, 16.344678 | 10051400650001 | Ladda upp en bild av detta fornminne |
| Tåby 65:2                           | Stensättning                     |              | Tåby, Östergötland  |       | 58.521884, 16.344657 | 10051400650002 | Ladda upp en bild av detta fornminne |
| Tåby 66:1                           | Stensättning                     |              | Tåby, Östergötland  |       | 58.523299, 16.333025 | 10051400660001 | Ladda upp en bild av detta fornminne |
| Tåby 66:3                           | Stensättning                     |              | Tåby, Östergötland  |       | 58.523337, 16.333283 | 10051400660003 | Ladda upp en bild av detta fornminne |
| Tåby 69:1                           | Hög                              |              | Tåby, Östergötland  |       | 58.486876, 16.416233 | 10051400690001 | Ladda upp en bild av detta fornminne |
| Tåby 73:1                           | Gravfält                         |              | Tåby, Östergötland  |       | 58.511412, 16.396060 | 10051400730001 | Ladda upp en bild av detta fornminne |
| Tåby 76:1                           | Stensättning                     |              | Tåby, Östergötland  |       | 58.529302, 16.383657 | 10051400760001 | Ladda upp en bild av detta fornminne |
| Tåby 76:2                           | Stensättning                     |              | Tåby, Östergötland  |       | 58.529388, 16.383412 | 10051400760002 | Ladda upp en bild av detta fornminne |
| Tåby 78:1                           | Hällristning                     |              | Tåby, Östergötland  |       | 58.527022, 16.402241 | 10051400780001 | Ladda upp en bild av detta fornminne |
| Tåby 78:2                           | Hällristning                     |              | Tåby, Östergötland  |       | 58.527062, 16.402167 | 10051400780002 | Ladda upp en bild av detta fornminne |
| Tåby 84:1                           | Stensättning                     |              | Tåby, Östergötland  |       | 58.509684, 16.355424 | 10051400840001 | Ladda upp en bild av detta fornminne |
| Tåby 87:1                           | Stensättning                     |              | Tåby, Östergötland  |       | 58.503487, 16.362459 | 10051400870001 | Ladda upp en bild av detta fornminne |
| Tåby 87:2                           | Stensättning                     |              | Tåby, Östergötland  |       | 58.504033, 16.362540 | 10051400870002 | Ladda upp en bild av detta fornminne |
| Tåby 88:1                           | Gravfält                         |              | Tåby, Östergötland  |       | 58.518805, 16.331802 | 10051400880001 | Ladda upp en bild av detta fornminne |
| Tåby 92:2                           | Hällristning                     |              | Tåby, Östergötland  |       | 58.518625, 16.351271 | 10051400920002 | Ladda upp en bild av detta fornminne |
| Tåby 93:1                           | Hällristning                     |              | Tåby, Östergötland  |       | 58.520605, 16.342757 | 10051400930001 | Ladda upp en bild av detta fornminne |
| Tåby 94:1                           | Stensättning                     |              | Tåby, Östergötland  |       | 58.520549, 16.349209 | 10051400940001 | Ladda upp en bild av detta fornminne |
| Tåby 97:1                           | Gravfält                         |              | Tåby, Östergötland  |       | 58.521693, 16.343496 | 10051400970001 | Ladda upp en bild av detta fornminne |
| Tåby 102:1                          | Stensättning                     |              | Tåby, Östergötland  |       | 58.507237, 16.405116 | 10051401020001 | Ladda upp en bild av detta fornminne |
| Tåby 103:1                          | Stensättning                     |              | Tåby, Östergötland  |       | 58.506286, 16.404939 | 10051401030001 | Ladda upp en bild av detta fornminne |
| Tåby 105:1                          | Stensättning                     |              | Tåby, Östergötland  |       | 58.494116, 16.405192 | 10051401050001 | Ladda upp en bild av detta fornminne |
| Tåby 111:1                          | Hög                              |              | Tåby, Östergötland  |       | 58.516640, 16.381619 | 10051401110001 | Ladda upp en bild av detta fornminne |
| Tåby 123:1                          | Stensättning                     |              | Tåby, Östergötland  |       | 58.512428, 16.369318 | 10051401230001 | Ladda upp en bild av detta fornminne |
| Tåby 123:2                          | Stensättning                     |              | Tåby, Östergötland  |       | 58.512298, 16.369597 | 10051401230002 | Ladda upp en bild av detta fornminne |
| Tåby 123:3                          | Stensättning                     |              | Tåby, Östergötland  |       | 58.512290, 16.369856 | 10051401230003 | Ladda upp en bild av detta fornminne |